# Dracaena nyangensis
Dracaena nyangensis là một loài thực vật có hoa trong họ Măng tây. Loài này được Pellegr. mô tả khoa học đầu tiên năm 1930.